# Великий Бегичів
Вели́кий Бегі́чів острів (якут. Бегичев Улахан арыыта, рос. Большой Бегичев остров) — великий острів у Хатангській затоці морі Лаптєвих. Територіально відноситься до Якутії, Росія.
Розташований у гирлі затоки, між Таймиром (відмежований Північною протокою) та Якутією (відмежований Східною протокою). За 7 км на захід знаходиться Малий Бегічів острів.
Острів має квадратну форму з чітко вираженими півостровами в південно- та північно-західних кутах. Довжина сягає 61 км, ширина — 57 км. Площа острова становить 1764 км². Висота до 198 м в центрі (височина Киряка).
Вкритий болотами, має велику кількість озер, розгалужену мережу річок та струмків. Крайні точки: північна — Небезпечний мис, південна — Ведмежий мис, західна — Оленячий мис, східна — Східний мис.
Острів відкритий Н. О. Бегічевим в 1908 році.